# Tou Cochon
Tou Cochon es una localidad de Santa Lucía que forma parte del distrito de Micoud.